# Трајн (Доња Баварска)
Трајн (њем. Train) град је у њемачкој савезној држави Баварска. Једно је од 24 општинска средишта округа Келхајм. Према процјени из 2010. у граду је живјело 1.805 становника. Посједује регионалну шифру (AGS) 9273177.

## Географски и демографски подаци
Трајн се налази у савезној држави Баварска у округу Келхајм. Град се налази на надморској висини од 422 метра. Површина општине износи 10,2 km². У самом граду је, према процјени из 2010. године, живјело 1.805 становника. Просјечна густина становништва износи 178 становника/km².